# Lagariella porroiensis
Lagariella porroiensis es un género de escarabajos del género Lagariella, familia Leiodidae. Fue descrita por Escolà y Comas en 1983.

## Distribución
Se encuentra en España.